# Âm tắc môi-môi vô thanh
Âm tắc đôi môi vô thanh là một phụ âm được sử dụng trong nhiều ngôn ngữ nói. Ký hiệu cho âm này trong Bảng mẫu tự ngữ âm quốc tế là ⟨p⟩, ký tự tương đương trong X-SAMPA là p.

## Các dạng
| IPA | Mô tả                           |
| --- | ------------------------------- |
| p   | p thường                        |
| pʰ  | p bật hơi                       |
| pʲ  | p vòm hóa                       |
| pʷ  | p môi hóa                       |
| p̚   | p không có sự thả hơi nghe được |
| p̌   | p hữu thanh                     |
| p͈   | p căng                          |
| pʼ  | p tống ra                       |

## Sự hiện diện
Âm [p] không có mặt trong 10% ngôn ngữ có [b]. Đây là một đặc điểm khu vực của "vùng quanh Sahara". Không rõ việc thiếu /p/ này xuất hiện từ bao giờ, và việc nó là một đặc điểm mới đây do việc tiếng Ả Rập trở thành ngôn ngữ uy tín (tiếng Ả Rập mất /p/ từ thời tiền sử), hay là một đặc điểm chung trong khu vực. Việc thiếu /p/ trong khi có /b/ cũng xuất hiện ở châu Âu, cả tiếng Celt nguyên thủy và tiếng Basque cổ đều có [b] nhưng thiếu [p].
Tuy vậy, [p] là một âm rất phổ biến. Đa số ngôn ngữ có ít nhất âm [p] thường, nhiều ngôn ngữ phân biệt giữa các dạng /p/. Nhiều ngôn ngữ Ấn-Arya, như tiếng Hindustan, phân biệt giữa [pʰ] (bật hơi) và [p] thường (cũng được chuyển tự là [p˭]).

### Ví dụ
| Ngôn ngữ         | Ngôn ngữ         | Từ            | IPA           | Nghĩa             | Ghi chú                                                                                            |
| ---------------- | ---------------- | ------------- | ------------- | ----------------- | -------------------------------------------------------------------------------------------------- |
| Adyghe           | Adyghe           | паӏо          | [paːʔʷa]ⓘ     | 'nón, mũ'         | |
| Armenia          | Đông             | պապիկ         | [pɑpik]ⓘ      | 'ông (nội/ngoại)' | Phân biệt với dạng bật hơi.                                                                        |
| Anh              | Anh              | pack          | [pʰæk]        | 'gói'             | Xem âm vị học tiếng Anh                                                                            |
| Basque           | Basque           | harrapatu     | [(h)arapatu]  | 'bắt'             | |
| Ba Lan           | Ba Lan           | pas           | [päs]ⓘ        | 'thắt lưng'       | Xem âm vị học tiếng Ba Lan                                                                         |
| Bengal           | Đông             | পানি            | [pani:]       | 'nước'            | Phân biệt với dạng bật hơi. Xem âm vị học tiếng Bengal                                             |
| Bồ Đào Nha       | Bồ Đào Nha       | pai           | [paj]         | 'bố'              | Xem âm vị học tiếng Bồ Đào Nha                                                                     |
| Catalunya        | Catalunya        | parlar        | [pərˈɫa]      | 'nói'             | Xem âm vị học tiếng Catalunya                                                                      |
| Di               | Di               | ꀠ/ba         | [pa˧]         | 'trao đổi'        | Phân biệt với dạng bật hơi                                                                         |
| Đan Mạch         | Chuẩn            | bog           | [ˈpɔ̽ʊ̯ˀ]       | 'sách'            | Thường được chuyển tự IPA là ⟨b̥⟩ hay ⟨b⟩. Phân biệt với dạng bật hơi. Xem âm vị học tiếng Đan Mạch |
| Đức              | Đức              | Pack          | [pʰak]        | 'gói hàng'        | Xem âm vị học tiếng Đức chuẩn                                                                      |
| Esperanto        | Esperanto        | tempo         | [ˈtempo]      | 'thời gian'       | Xem âm vị học Esperanto                                                                            |
| Gujarat          | Gujarat          | પગ            | [pəɡ]         | 'bàn chân'        | Xem âm vị học tiếng Gujarat                                                                        |
| Hà Lan           | Hà Lan           | plicht        | [plɪxt]       | 'nghĩa vụ'        | Xem âm vị học tiếng Hà Lan                                                                         |
| Hebrew           | Hebrew           | פּקיד          | [pakid]       | 'tu sĩ'           | Xem âm vị học tiếng Hebrew hiện đại                                                                |
| Hindustan        | Hindustan        | पल / پرچم     | [pəl]         | 'khoảnh khắc'     | Phân biệt với dạng bật hơi. Xem âm vị học tiếng Hindustan                                          |
| Hungary          | Hungary          | pápa          | [ˈpaːpɒ]      | 'Giáo hoàng'      | Xem âm vị học tiếng Hungary                                                                        |
| Hy Lạp           | Hy Lạp           | πόδι/pódi     | [ˈpo̞ði]       | 'cẳng chân'       | Xem âm vị học tiếng Hy Lạp hiện đại                                                                |
| Kabardia         | Kabardia         | пэ            | [pa]ⓘ         | 'mũi'             | |
| Lakota           | Lakota           | púza          | [ˈpʊza]       | 'khô'             | |
| Luxembourg       | Luxembourg       | bëlleg        | [ˈpɵ̞lɵ̞ɕ]      | 'rẻ'              | |
| Macedonia        | Macedonia        | пее           | [pɛː]         | 'hát'             | Xem âm vị học tiếng Macedonia                                                                      |
| Mã Lai           | Mã Lai           | panas         | [pänäs]       | 'nóng'            | |
| Malta            | Malta            | aptit         | [apˈtit]      | 'sự ngon miệng'   | |
| Marathi          | Marathi          | पाऊस           | [pɑːˈuːs]     | 'mưa'             | Xem âm vị học tiếng Marathi                                                                        |
| Mutsun           | Mutsun           | po·čor        | [poːt͡ʃor]     | 'một vết thương'  | |
| Na Uy            | Na Uy            | pappa         | [pɑpːɑ]       | 'bố'              | Xem âm vị học tiếng Na Uy                                                                          |
| Nga              | Nga              | плод          | [pɫot̪]        | 'trái cây'        | Phân biệt với dạng vòm hóa. Xem âm vị học tiếng Nga                                                |
| Nhật             | Nhật             | ポスト/posuto | [posɯto]      | 'hòm thư'         | Xem âm vị học tiếng Nhật                                                                           |
| Pashtun          | Pashtun          | پانير         | [pɑˈnir]      | 'phô mai'         | |
| Pháp             | Pháp             | pomme         | [pɔm]         | 'táo'             | Xem âm vị học tiếng Pháp                                                                           |
| Phần Lan         | Phần Lan         | pappa         | [pappa]       | 'ông (nội/ngoại)' | Xem âm vị học tiếng Phần Lan                                                                       |
| Pirahã           | Pirahã           | pibaóí        | [ˈpìbàóí̯]     | 'rái cá'          | |
| Punjab           | Punjab           | ਪੱਤਾ            | [pət̪ːäː]      | 'lá'              | |
| România          | România          | pas           | [pas]         | 'bước'            | Xem âm vị học tiếng România                                                                        |
| Séc              | Séc              | pes           | [pɛs]         | 'chó'             | Xem âm vị học tiếng Séc                                                                            |
| Slovak           | Slovak           | pes           | [pɛs]         | 'chó'             | |
| Tân Aram Assyria | Tân Aram Assyria | ܦܬܐ pata      | [paːta]       | 'mặt'             | |
| Tây Ban Nha      | Tây Ban Nha      | peso          | [ˈpe̞so̞]       | 'cân nặng'        | Xem âm vị học tiếng Tây Ban Nha                                                                    |
| Tây Frisia       | Tây Frisia       | panne         | [ˈpɔnə]       | 'chảo'            | |
| Thổ Nhĩ Kỳ       | Thổ Nhĩ Kỳ       | kap           | [kʰäp]        | '(cái) ấm'        | Xem âm vị học tiếng Thổ Nhĩ Kỳ                                                                     |
| Thụy Điển        | Thụy Điển        | apa           | [ˈɑːpʰa]      | 'vượn'            | Xem âm vị học tiếng Thụy Điển                                                                      |
| Triều Tiên       | Triều Tiên       | 풀/pul        | [pʰul]        | 'cỏ'              | Xem âm vị học tiếng Triều Tiên                                                                     |
| Trung Quốc       | Quảng Đông       | 爆/baau       | [paːu˧˧]      | 'nổ'              | Phân biệt với dạng bật hơi. Xem âm vị học tiếng Quảng Đông                                         |
| Trung Quốc       | Quan Thoại       | 爆炸/bàozhà   | [pɑʊ˥˩ tʂa˥˩] | 'nổ'              | Phân biệt với dạng bật hơi. Xem âm vị học tiếng Quan Thoại                                         |
| Tsez             | Tsez             | пу            | [pʰu]         | 'mặt'             | Phân biệt với dạng tống ra.                                                                        |
| Ukraina          | Ukraina          | павук         | [pɐ.ˈβ̞uk]     | 'nhện'            | Xem âm vị học tiếng Ukraina                                                                        |
| Việt             | Việt             | nhíp          | [ɲip˧ˀ˥]      | 'nhíp'            | Xem âm vị học tiếng Việt                                                                           |
| Ý                | Ý                | papà          | [paˈpa]       | 'cha, bố, ba'     | Xem âm vị học tiếng Ý                                                                              |
| Zapotec          | Tilquiapan       | pan           | [paŋ]         | 'bánh mì'         | |